# Ischnotoma rubroabdominalis
Ischnotoma rubroabdominalis är en tvåvingeart som beskrevs av Alexander 1922. Ischnotoma rubroabdominalis ingår i släktet Ischnotoma och familjen storharkrankar. Inga underarter finns listade i Catalogue of Life.